# Coppa Penna
La Coppa Penna est une course cycliste italienne disputée le 1er mai à Penna, frazione de la commune de Terranuova Bracciolini (Toscane). Cette épreuve est organisée par l'US Fracor. Elle fait partie du calendrier de la Fédération cycliste italienne en catégorie 1.19.
En 2020, la course est annulée en raison du contexte sanitaire lié à la pandémie de Covid-19. L'édition 2021 est réservée aux cyclistes de catégorie allievi (15/16 ans).  

## Palmarès depuis 1983
| Année | Vainqueur             | Deuxième               | Troisième           |
| ----- | --------------------- | ---------------------- | ------------------- |
| 1983  | Giovanni Bevilacqua   |                        |                     |
| 1984  | Federico Ghiotto      |                        |                     |
| 1985  | Daniele Piccini       |                        |                     |
| 1986  | Salvatore Caruso      |                        |                     |
| 1987  | Antonio Politano      |                        |                     |
| 1988  | Antonio Castello      |                        |                     |
| 1989  | Francesco Ciappi      |                        |                     |
| 1990  | Antonio Politano      |                        |                     |
| 1991  | Cristiano Andreani    |                        |                     |
| 1992  | Maurizio Nuzzi (it)   |                        |                     |
| 1993  | ?                     | ?                      | ?                   |
| 1994  | Daniele Sgnaolin (it) |                        |                     |
| 1995  | Emiliano Rossi        |                        |                     |
| 1996  | Elio Aggiano          |                        |                     |
| 1997  | Massimo Gimondi       |                        |                     |
| 1998  | Emanuele Negrini (it) |                        |                     |
| 1999  | Eliseo Dal Re         |                        |                     |
| 2000  | Allan Oras            |                        |                     |
| 2001  | Juri Alvisi (it)      |                        |                     |
| 2002  | Dermot Nally          |                        |                     |
| 2003  | Cristian Tosoni       |                        |                     |
| 2004  | Błażej Janiaczyk      | Gene Bates             | Rino Zampilli       |
| 2005  | Davide Bragazzi (de)  | Tomasz Marczyński      | Ashley Humbert      |
| 2006  | Alex Cano             | Eugenio Loria          | Luca Zanasca        |
| 2007  | Cristiano Benenati    | Massimo Pirrera        | Roberto Cesaro (de) |
| 2008  | Giuseppe De Maria     | Leonardo Pinizzotto    | Paolo Centra        |
| 2009  | Francesco Lasca       | Anatoliy Kashtan       | Leonardo Pinizzotto |
| 2010  | Matteo Mammini        | Gianluca Randazzo      | Marco Da Castagnori |
| 2011  | Antonio Parrinello    | Matteo Mammini         | Andrea Concini      |
| 2012  | Alessandro Mazzi      | Alessandro Pettiti     | Marco Da Castagnori |
| 2013  | Thomas Fiumana        | Liam Bertazzo          | Davide Gomirato     |
| 2014  | Ilia Koshevoy         | Elia Zanon             | Iuri Filosi         |
| 2015  | Pierpaolo Ficara      | Marco Bernardinetti    | Alex Turrin         |
| 2016  | Mark Padun            | Riccardo Donato        | Davide Gabburo      |
| 2017  | Francesco Romano      | Filippo Capone         | Yuri Colonna        |
| 2018  | Andrea Toniatti       | Filippo Rocchetti      | Andrea Di Renzo     |
| 2019  | Davide Baldaccini     | Michele Corradini      | Aldo Caiati         |
| 2020  | annulé                | annulé                 | annulé              |
| 2021  | Pietro Dapporto       | Luca Maccaferri        | Riccardo Lorello    |
| 2022  | Filippo Magli         | Federico Molini        | Raffaele Radice     |
| 2023  | Matteo Regnanti       | Marco Manenti          | Nicolò Garibbo      |
| 2024  | Riccardo Lorello      | Giuseppe De Laurentiis | Alessandro Baroni   |
| 2025  | Marco Manenti         | Andrea Bruno           | Umberto Ceroli      |